# Ausztrál teafa
Az ausztrál teafa (Melaleuca alternifolia) észak-ausztráliai cserje, amely egy családba tartozik az olajos kajeputfával (M. leucadendra) és a széleslevelű teafával (M. viridiflora). Hat méterre is megnő. Keskeny, csupasz, váltakozó állású levelei szárban helyezkednek el. A teafát illóolajáért termesztik egyéb fajokhoz – például a Leptospermum scopariumhoz (fehér teamirtusz), a Kunzea ericoideshez vagy a Baecka crassifoliához – hasonlóan.

## Gyógyhatása
A teafa illóolaja baktériumölő tulajdonságokkal rendelkezik, és különösen hatékony a Staphylococcus aureus baktérium, a gombák és a Trichomonas élősködő ellen. A kontinensen elsősorban fertőzésellenes, azon belül is a fül-orr-gége-, a légzőszervi, a bőr- és a húgyúti (colibacillosis) fertőzések elleni hatásáért alkalmazzák. A nőgyógyászatban is hatékony. Nagy-Britanniában számos fertőtlenítő-, sebtisztító szer alapanyaga. Az ausztrál törzsek a teafa áztatott levelével inhalálnak, így a meghűlés, a tüdőben kialakuló vérpangás, a nátha és az arcüreggyulladás gyógyítására használják.

## Felhasználása
A teafa illóolaját influenza, orrnyálkahártya-, arcüreg- és torokgyulladás, valamint a külső női nemi szervek kezelésére javasolják. Hatásos mikózis (gombás bőrbetegség), elsősorban a láb gombásodása esetén. Fogkrémeknek is kedvelt összetevője.
Jóllehet a teafa illóolajának mindeddig semmilyen mérgező hatása nem ismeretes, belsőleg csak orvosi rendelvényre alkalmazható.